# Гейківка
Ге́йківка — село в Україні, у Криворізькому районі Дніпропетровської області. Орган місцевого самоврядування — Гейківська сільська рада. Населення — 238 мешканців.

## Географія
Село Гейківка примикає до сіл Кривбас та Ранній Ранок, на відстані 1 км розташовані села Новий Мир і Червоний Ранок. Поруч проходить залізниця, станція Гейківка.

## Історія
У 1884 роц в селі відкрита залізнична станція Гейківка.
З 1995 року поселення Гейківка отримало статус села.

## Населення

### Мова
Розподіл населення за рідною мовою за даними перепису 2001 року:
| Мова            | Відсоток |
| --------------- | -------- |
| українська      | 91,6 %   |
| російська       | 7,1 %    |
| інші/не вказали | 1,3 %    |